# Telie

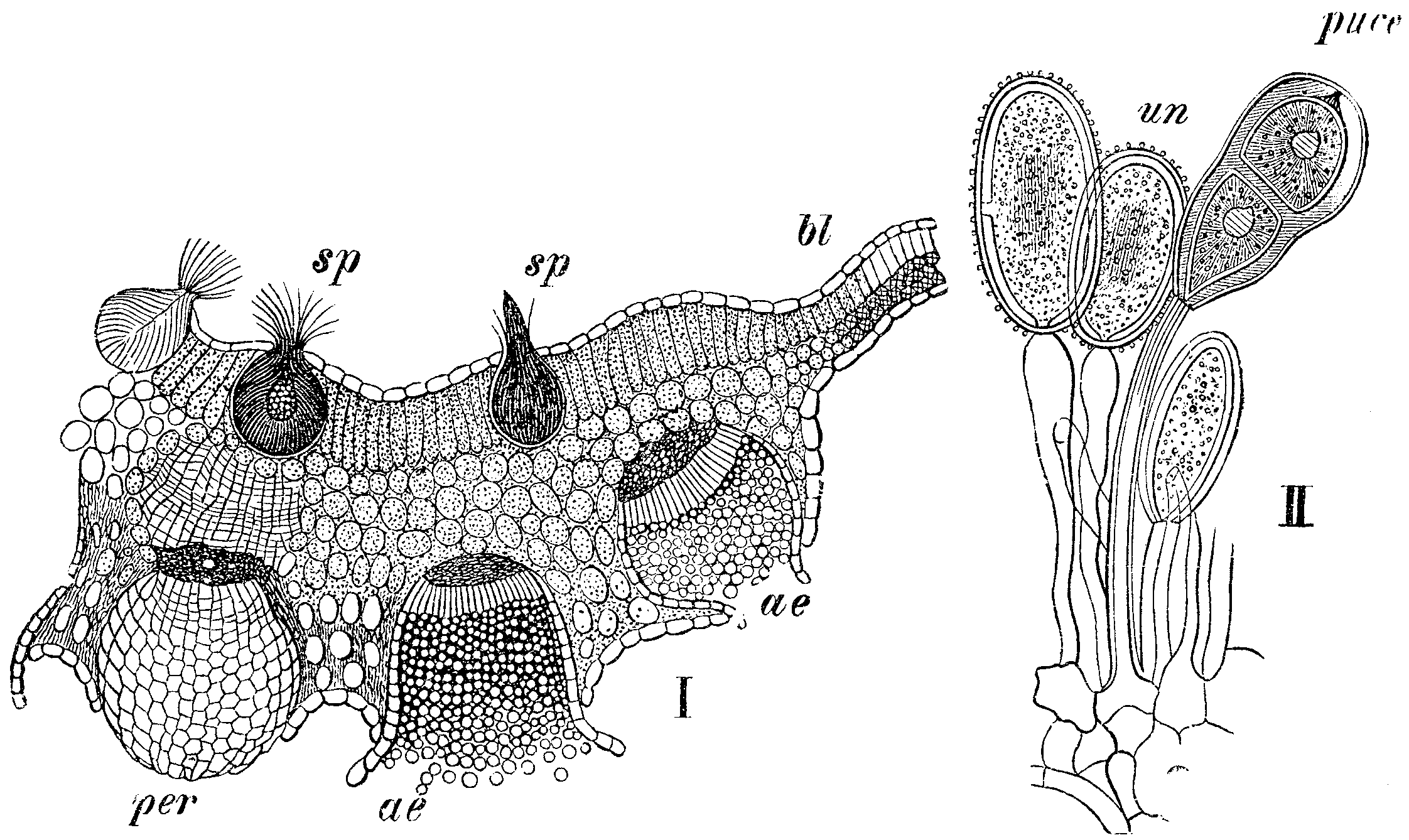
Schematische Zeichnung eines von Rostpilzen befallenen Blattes im Querschnitt. Zu sehen sind verschiedene Aecienformen (per – Peridermium; ae – aufplatzendes Aecidium) und Spermogonien (sp) der Nebenfruchtform (I) sowie Uredo- (un) und Teliosporen (pucc) der Hauptfruchtform.

Die Telie oder das Telium ist eine Form von Sporenlager, die bei der Hauptfruchtform der Rostpilze (Pucciniales) auftritt. Sie produziert die zweikernigen Teliosporen, in denen es zur Karyogamie und Meiose kommt und die später Basidien ausbilden. Meist dienen die Teliosporen auch der Überwinterung der parasitischen Pilze und bilden im Frühjahr die Basis für den Befall keimender Pflanzen. Telien sind meist nur bis zu einem Millimeter groß und zeichnen sich auf der Epidermis des Wirts als kleine dunkle Punkte ab. Als Endpunkt der geschlechtlichen Vermehrung folgen die Telien in der Phänologie der Rostpilze auf Spermogonien, Aecien und Uredien. Sie wachsen teils auf den gleichen, teils auf anderen Wirten als Aecien und Spermogonien. Die Gestalt der Telien und Teliosporen wird in der Taxonomie dazu herangezogen, die Hauptfruchtformen der Rostpilze in unterschiedliche Formgattungen einzuteilen, etwa Uromyces für überwiegend einzellige oder Puccinia für überwiegend zweizellige Arten.

## Entstehung und Aufbau

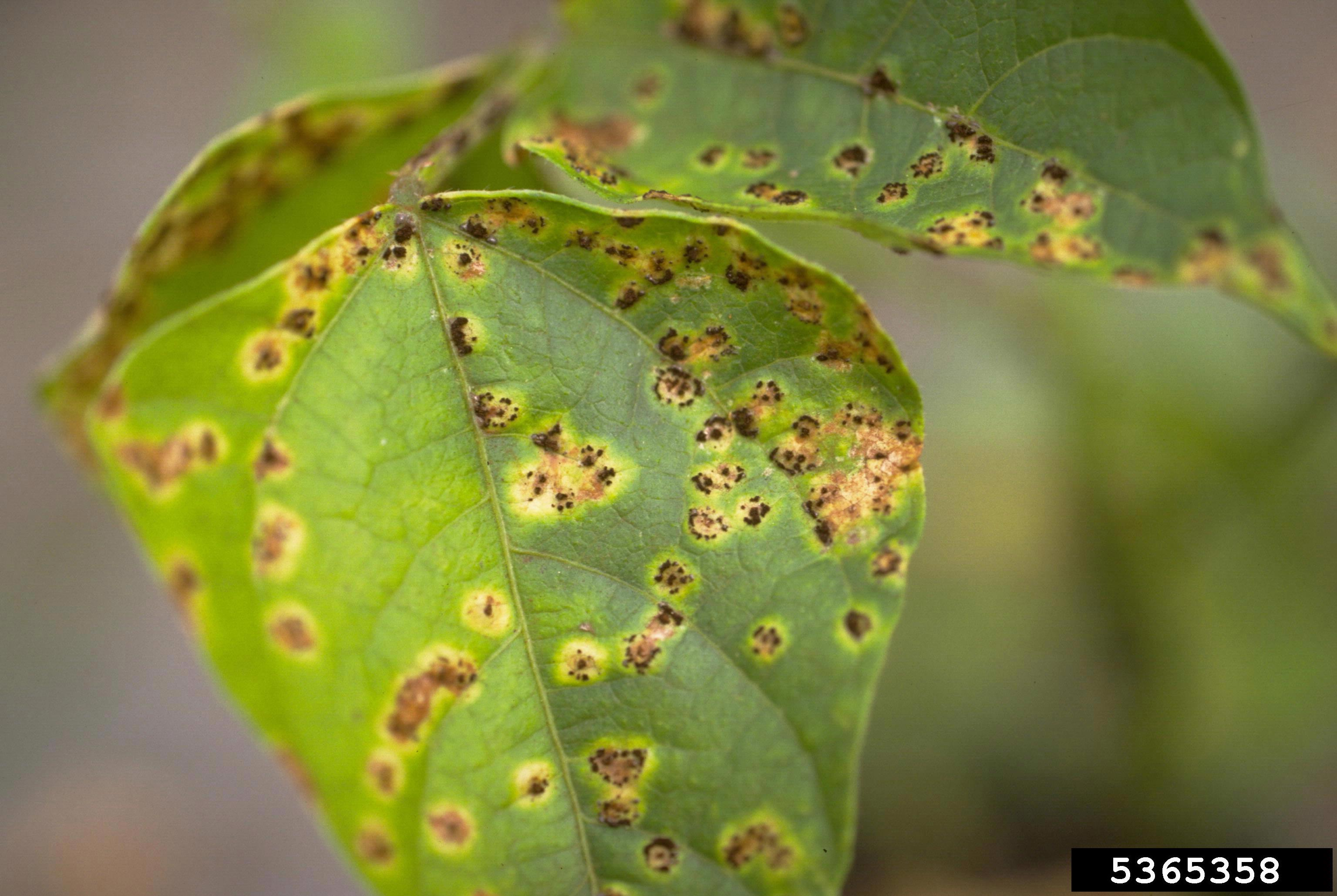
Telien von Uromyces appendiculatus auf den Blättern einer Gartenbohne (Phaseolus vulgaris)

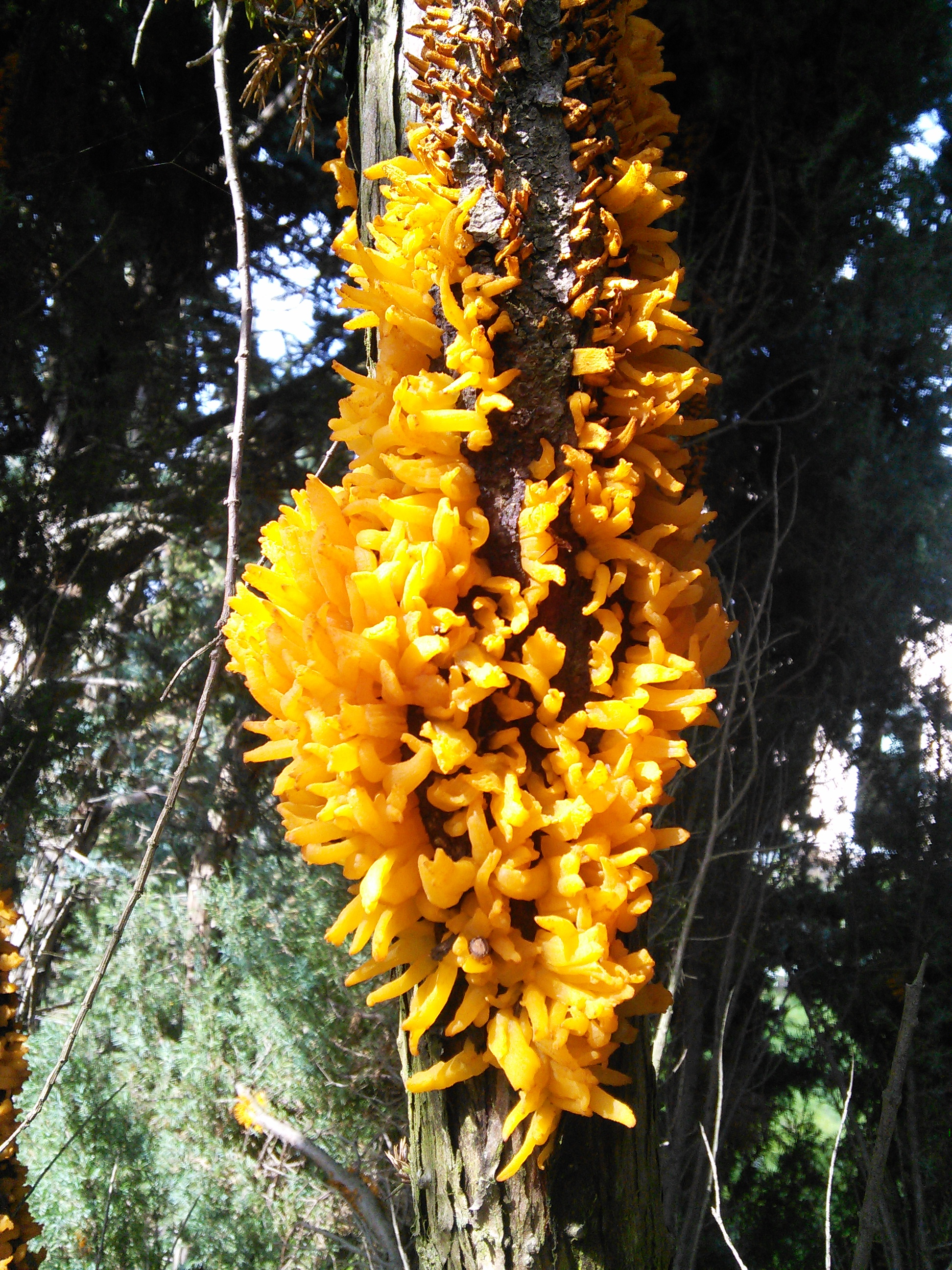
Sporenlager des Birnengitterrosts (Gymnosporangium fuscum) am Wacholder

Am Anfang der Telienbildung stehen dikaryotische Sporen, die auf einem geeigneten Wirt keimen und ein Myzel aus zweikernigen Hyphen ausbilden. Bei diesen Sporen kann es sich entweder um direkt aus Aecien stammende Aeciosporen oder auch um Uredosporen handeln, die über den Umweg der Anamorphen Uredien produziert werden. Bei einigen Arten wachsen die Teliosporen auch direkt aus dem Uredienmyzel, die Uredien wandeln sich also in Telien um. Die Telien produzieren bei vielen Arten lange Stiele, sogenannte Pedikel, an deren Spitze eine oder mehrere Zellen sitzen, die die Teliosporen darstellen. Jede Zelle trägt zwei Kerne und weist für gewöhnlich dicke Wände auf, die das Zellinnere vor Umwelteinflüssen schützt. Die dem Wind ausgesetzten Teliosporen brechen am Stiel oder an ihrer Basis ab und fallen auf den Boden oder direkt auf eine neue Wirtspflanze. Oft überwintern sie, um im nächsten Frühjahr erneut Pflanzen zu infizieren. Währenddessen kommt es in ihrem Inneren erst zur Verschmelzung der Kerne und anschließend zur Meiose. Erst an diesem Punkt des Entwicklungszyklus findet also die sexuelle Vermehrung des Pilzes statt, bei der die von den Spermogonien und Aecien stammenden Zellkerne miteinander verschmelzen und neue, rekombinierte Kerne produzieren. Die Teliosporen keimen, indem sie über einen Keimporus Basidien ausstülpen. Die Basidien wachsen teils als Zellketten, bei denen jedes Glied einen Kern enthält, teils als einfache Zelle aus den Keimporen. Die Kerne werden als Basidiosporen abgeschnürt und bilden auf geeigneten Substraten zuerst Spermogonien und dann Aecien aus. An dieser Stelle findet der Übergang von der dikaryotischen zur haplonten Form der Rostpilze statt.

## Bedeutung für die Taxonomie
Das gebräuchliche Klassifikationsschema der Rostpilze orientiert sich an der Gestalt der Teliosporen, um die Arten verschiedenen Formgattungen zuzuweisen. So werden bei bestielten Arten einzellige Teliosporen als charakteristisches Merkmal der Gattung Uromyces angesehen, während zweizellige Teliosporen meist der Gattung Puccinia zugerechnet werden. Für Arten mit drei Keimporen pro Zelle existiert die Gattung Stereostratum. Arten mit ungestielten Sporen werden anhand ihrer Telienform in die Gattungen Phakopsora (subepidermisch wachsende Sporenlager mit irregulärer Sporenanordnung), Physopella (kettenförmige Teliosporen in bedeckten Sporenlagern) und Dasturella (kettenförmige Sporen in offenliegenden, fächerförmigen Lagern) eingeteilt.